# Цецина Маворций Василий Деций
Цеци́на Маво́рций Васи́лий Де́ций (лат. Caecina Mavortius Basilius Decius; годы деятельности 486—493) — политический деятель Западной Римской империи, консул 486 года.

## Биография
Деций был сыном консула 463 года Цецины Деция Василия и братом консула 484 года Деция Мария Венанция. Принадлежал к роду Цецины. Его сын Веттий Агорий Василий Маворций был консулом в 527 году.
Деций был консулом и городским префектом Рима не позднее 486 года и преторианским префектом Италии с 486 по 493 год.
Он предпринял дренажные мероприятия в Кампании, на что получил разрешение Теодориха Великого в 507 или 511 году с правом свободы от налогообложения любой земли, которую он восстановит.
Между 510 и 511 годами был членом комиссии пяти сенаторов назначенных в помощь префекту Рима (510—511) Арголику в судебных процессах над магами.